# Femke Bol
Femke Bol (Amersfoort, 23 febbraio 2000) è un'ostacolista e velocista olandese, vincitrice di un oro olimpico, quattro ori mondiali (due outdoor ed altrettanti indoor) e undici ori europei (cinque outdoor e sei indoor); è inoltre primatista europea dei 400 metri ostacoli e primatista mondiale indoor sui 400 metri piani.

## Biografia
Rappresenta i Paesi Bassi ai campionati mondiali di Doha 2019 nei 400 m ostacoli e nella staffetta 4×400 m. Nel 2021 vince due ori, nei 400 m piani e nella staffetta 4×400 m, agli Europei indoor di Toruń 2021, per poi conquistare la medaglia di bronzo ai Giochi olimpici di Tokyo 2020.
Nel marzo 2022 vince ai Mondiali indoor di Belgrado l'argento nei 400 m piani e nella staffetta 4×400 m. Ai successivi Europei di Monaco di Baviera trionfa sia nei 400 m piani che nei 400 m ostacoli, divenendo la prima donna di sempre a completare questa doppietta in campo continentale.
Il 19 febbraio 2023, nel corso dei nazionali indoor di Apeldoorn, corre i 400 metri in 49"26, migliorando il record mondiale più longevo delle gare in pista, stabilito da Jarmila Kratochvílová nel 1982 e durato quasi 41 anni. Nello stesso anno trionfa nei 400 metri piani e nella staffetta 4x400 m agli Europei indoor di Istanbul. Ai Mondiali di Budapest ottiene i suoi due primi ori nella competizione, vincendo i 400 metri ostacoli e la staffetta 4x400 m, quest'ultima con una grande rimonta nell'ultima frazione ai danni della giamaicana Stacey-Ann Williams.
Il 18 febbraio 2024 migliora ulteriormente il suo record del mondo indoor sui 400 metri piani, abbassandolo a 49"24 in occasione dei campionati nazionali. Ai Mondiali indoor di Glasgow vince nella medesima specialità (abbassando peraltro il record del mondo a 49"17) e nella staffetta 4x400 m. In giugno, agli Europei di Roma, cinquista il bronzo nella staffetta 4x400 metri mista e l'oro nei 400 metri ostacoli (siglando il nuovo record dei campionati in 52"49) e nella 4x400 metri femminile. Il 14 luglio, a La Chaux-de-Fonds, ritocca a 50"95 il proprio primato europeo sui 400 metri ostacoli; in questo modo diventa la seconda donna dopo Sydney McLaughlin-Levrone, nonché la prima europea, ad abbattere il muro dei cinquantuno secondi nella specialità.
In agosto, alle Olimpiadi di Parigi, conquista la medaglia d'oro (la prima a livello olimpico) nella staffetta 4x400 m mista, rendendosi artefice di una grande rimonta nell'ultima frazione a scapito degli Stati Uniti. Si aggiudica l'argento nella staffetta 4x400 metri e il bronzo nei 400 metri ostacoli, alle spalle delle statunitensi Sydney McLaughlin-Levrone e Anna Cockrell.
Inizia il 2025 prendendo parte agli Europei indoor casalinghi di Apeldoorn, che conclude con due medaglie d'oro (entrambe in staffetta).

## Palmarès
| Anno | Manifestazione  | Sede      | Evento        | Risultato  | Prestazione | Note                                                      |
| ---- | --------------- | --------- | ------------- | ---------- | ----------- | --------------------------------------------------------- |
| 2017 | Europei U20     | Grosseto  | 400 m piani   | Semifinale | 54"74       | [ 17 ]                                                    |
| 2019 | Europei U20     | Borås     | 400 m hs      | Oro        | 56"25       |                                                           |
| 2019 | Mondiali        | Doha      | 400 m hs      | Semifinale | 56"37       |                                                           |
| 2019 | Mondiali        | Doha      | 4×400 m       | 7ª         | 3'27"89     |                                                           |
| 2021 | Europei indoor  | Toruń     | 400 m piani   | Oro        | 50"63       | Record nazionale                                          |
| 2021 | Europei indoor  | Toruń     | 4×400 m       | Oro        | 3'27"15     | Record dei campionati                                     |
| 2021 | World Relays    | Chorzów   | 4×400 m       | 4ª         | 3'30"12     |                                                           |
| 2021 | World Relays    | Chorzów   | 4×400 m mista | 8ª         | 3'21"02     |                                                           |
| 2021 | Giochi olimpici | Tokyo     | 400 m hs      | Bronzo     | 52"03       | Record europeo                                            |
| 2021 | Giochi olimpici | Tokyo     | 4×400 m       | 6ª         | 3'23"74     | Record nazionale                                          |
| 2021 | Giochi olimpici | Tokyo     | 4×400 m mista | 4ª         | 3'10"36     | Record nazionale                                          |
| 2022 | Mondiali indoor | Belgrado  | 400 m piani   | Argento    | 50"57       |                                                           |
| 2022 | Mondiali indoor | Belgrado  | 4×400 m       | Argento    | 3'28"57     | Miglior prestazione personale stagionale                  |
| 2022 | Mondiali        | Eugene    | 400 m hs      | Argento    | 52"27       | =                                                         |
| 2022 | Mondiali        | Eugene    | 4×400 m       | Batteria   | dq          |                                                           |
| 2022 | Mondiali        | Eugene    | 4×400 m mista | Argento    | 3'09"90     | Record nazionale                                          |
| 2022 | Europei         | Monaco    | 400 m piani   | Oro        | 49"44       | Record nazionale · Miglior prestazione europea stagionale |
| 2022 | Europei         | Monaco    | 400 m hs      | Oro        | 52"67       | Record dei campionati                                     |
| 2022 | Europei         | Monaco    | 4×400 m       | Oro        | 3'20"87     | Record nazionale · Miglior prestazione europea stagionale |
| 2023 | Europei indoor  | Istanbul  | 400 m piani   | Oro        | 49"85       |                                                           |
| 2023 | Europei indoor  | Istanbul  | 4×400 m       | Oro        | 3'25"66     | Record dei campionati · Record nazionale                  |
| 2023 | Giochi europei  | Chorzów   | 400 m piani   | Oro        | 49"82       | [ 18 ]                                                    |
| 2023 | Mondiali        | Budapest  | 400 m hs      | Oro        | 51"70       |                                                           |
| 2023 | Mondiali        | Budapest  | 4×400 m       | Oro        | 3'20"72     | Miglior prestazione mondiale stagionale                   |
| 2023 | Mondiali        | Budapest  | 4×400 m mista | Finale     | dnf         |                                                           |
| 2024 | Mondiali indoor | Glasgow   | 400 m piani   | Oro        | 49"17       | Record mondiale                                           |
| 2024 | Mondiali indoor | Glasgow   | 4×400 m       | Oro        | 3'25"07     | Record nazionale                                          |
| 2024 | World Relays    | Nassau    | 4x400 m mista | Argento    | 3'11"45     |                                                           |
| 2024 | Europei         | Roma      | 400 m hs      | Oro        | 52"49       | Record dei campionati                                     |
| 2024 | Europei         | Roma      | 4x400 m       | Oro        | 3'22"39     | Miglior prestazione europea stagionale                    |
| 2024 | Europei         | Roma      | 4x400 m mista | Bronzo     | 3'10"73     |                                                           |
| 2024 | Giochi olimpici | Parigi    | 400 m hs      | Bronzo     | 52"15       |                                                           |
| 2024 | Giochi olimpici | Parigi    | 4x400 m       | Argento    | 3'19"50     | Record nazionale                                          |
| 2024 | Giochi olimpici | Parigi    | 4x400 m mista | Oro        | 3'07"43     | Record europeo                                            |
| 2025 | Europei indoor  | Apeldoorn | 4x400 m       | Oro        | 3'24"34     | Record nazionale · Record dei campionati                  |
| 2025 | Europei indoor  | Apeldoorn | 4×400 m mista | Oro        | 3'15"63     | Record dei campionati                                     |

## Campionati nazionali
2020
- Bronzo ai campionati olandesi, 200 m piani - 23"40
- Oro ai campionati olandesi indoor, 400 m piani - 52"78

2021
- Oro ai campionati olandesi indoor, 400 m piani - 50"61

2022
- Argento ai campionati olandesi, 200 m piani - 23"05
- Oro ai campionati olandesi indoor, 400 m piani - 50"30

2023
- Oro ai campionati olandesi indoor, 400 m piani - 49"26

2024
- Oro ai campionati olandesi indoor, 400 m piani - 49"24

## Altre competizioni internazionali
2020
- Oro al Bauhaus-Galan ( Stoccolma), 400 m hs - 54"68
- Oro al Golden Gala ( Roma), 400 m hs - 53"90

2021
- Oro al British Grand Prix ( Gateshead), 400 m hs - 53"24
- Oro ai Bislett Games ( Oslo), 400 m hs - 53"33
- Oro al Bauhaus-Galan ( Stoccolma), 400 m hs - 52"37
- Oro all'Athletissima ( Losanna), 400 m hs - 53"05
- Oro al Weltklasse Zürich ( Zurigo), 400 m hs - 52"80
- Vincitrice della Diamond League nella specialità dei 400 m hs

2022
- Oro al Golden Gala ( Roma), 400 m hs - 53"02
- Oro ai Bislett Games ( Oslo), 400 m hs - 52"61
- Oro al Bauhaus-Galan ( Stoccolma), 400 m hs - 52"27
- Oro al Kamila Skolimowska Memorial ( Chorzów), 400 m piani - 49"75
- Oro all'Athletissima ( Losanna), 400 m hs - 52"95
- Oro al Weltklasse Zürich ( Zurigo), 400 m hs - 53"03
- Vincitrice della Diamond League nella specialità dei 400 m hs

2023
- Oro ai Campionati europei a squadre di atletica leggera ( Chorzów), 400 m piani - 49"82
- Oro ai London Anniversary Games ( Londra), 400 m hs - 51"45
- Oro al Golden Gala ( Firenze), 400 m hs - 52"43
- Oro ai Bislett Games ( Oslo), 400 m hs - 52"30
- Oro all'Athletissima ( Losanna), 400 m hs - 52"76
- Oro al Memorial Van Damme ( Bruxelles), 400 m hs - 52"11
- Oro al Prefontaine Classic ( Eugene), 400 m hs - 51"98
- Vincitrice della Diamond League nella specialità dei 400 m hs

2024
- Oro al Bauhaus-Galan ( Stoccolma), 400 m hs - 53"07
- Oro al Resisprint La Chaux-de-Fonds ( La Chaux-de-Fonds), 400 m hs - 50"95
- Oro al London Athletics Meet 2024 ( Londra), 400 m hs - 51"30
- Oro all'Athletissima ( Losanna), 400 m hs - 52"25
- Oro al Kamila Skolimowska Memorial ( Chorzów), 400 m hs - 52"13
- Oro al Memorial Van Damme ( Bruxelles), 400 m hs - 52"45
- Vincitrice della Diamond League nella specialità dei 400 m hs

2025
- Oro al Meeting international Mohammed VI d'athlétisme de Rabat ( Rabat), 400 m hs - 52"46
- Oro al Bauhaus-Galan ( Stoccolma), 400 m hs - 52"11
- Oro ai Campionati europei a squadre di atletica leggera ( Madrid), 400 m piani - 49"48
- Oro all'Herculis ( Monaco), 400 m hs - 51"95
- Oro al London Athletics Meet ( Londra), 400 m hs - 52"10
- Oro al Kamila Skolimowska Memorial ( Chorzów), 400 m hs - 51"91

## Riconoscimenti
- Atleta europea emergente dell'anno (2021)
- Atleta europea dell'anno (2022, 2023)
- Sportiva olandese dell'anno (2023)